# Muży
Muży (ros. Мужи) – wieś w północno-zachodniej Rosji, w Jamalsko-Nienieckim Okręgu Autonomicznym, położona nad Obem. W 2010 roku wieś liczyła 3495 mieszkańców.